# Referendum v obci Chropyně v roce 2017
V obci Chropyně v okrese Kroměříž ve Zlínském kraji se dne 20. a 21. října 2017, konalo obecní referendum o zamezení těžby štěrkopísku v místní lokalitě Hejtman pomocí změny územního plánu obce Chropyně. Referendum se konalo ve dny voleb do poslanecké sněmovny v roce 2017. Referenda se zúčastnilo 50,05 % oprávněných voličů, k uznání platnosti referenda je zapotřebí účast alespoň 35 % oprávněných voličů, výsledek referenda je tak platný a závazný. Referendum dopadlo poměrně jednoznačně, 82,77 % voličů hlasovalo pro zamezení těžby štěrkopísku, což bylo 1648 voličů, proti hlasovalo 305 voličů, tedy 17,33 % ze zúčastněných voličů.

## Historie
V roce 2008 zastupitelé města odsouhlasili záměr firmy EKO Agrostav těžit v oblasti poblíž rybníka Hejtman, investor přislíbil městu finanční kompenzace a vybudování rekreační vodní plochy po skončení těžby. Naopak odpůrci těžby tehdy poukazovali na narušování vzácné přírodní lokality, odpůrci také poukazovali na zvýšení nákladní dopravy spojené s těžbou, tím by došlo k většímu hluku a prašnosti. Investor měl potíže získávat povolení k zahájení těžby. Nedaleko plánované těžby, byla navíc v roce 2016 vyhlášená přírodní památka Zářičské louky, což povolení těžby dále zkomplikovalo. Po referendu v roce 2017 požadoval investor těžební společnosti náhradu v řádech milionů korun. Z tohoto důvod rada města odmítla ve věci rozhodnout a přesunula její řešení do března 2018. Argumentem bylo to, že by požadované miliony mohl investor nebo město vyžadovat po zastupitelích města.

## Výsledek
Zastupitelé nakonec, poté co si nechali zpracovat právní analýzy, vše projednali a byli ujištěni, že případnou náhradu škod nebudou platit zastupitelé, ale město, odsouhlasili, že vůle voličů vyjádřená v referendu musí být respektována a tak v březnu roku 2018 schválili změnu územního plánu obce tak, aby nebylo možné těžbu zahájit, do budoucna obec chce pouze menší projekty a ne několikahektarové těžební projekty. 